# Marcat per la mort
Marcat per la mort (títol original: Marked for Death) és un pel·lícula estatunidenca dirigida per Dwight H. Little estrenada l'any 1990. Ha estat doblada al català.

## Argument
John Hachter, agent de la DEA que acaba de jubilar-se, torna a la seva ciutat natal i descobreix ràpidament que la droga s'ha infiltrat al barri on vivia. Decidit a expulsar els traficants, Hatcher es creua en el seu camí amb un temible baró jamaicà de la droga, que condemna Hatcher i la seva família a una mort certa.

## Repartiment
- Steven Seagal: John Hatcher
- Keith David: Max
- Basil Wallace: Screwface
- Tom Wright: Charles
- Joanna Pacula: Leslie
- Kevin Dunn: El tinent Sal Roselli
- Elizabeth Gracen: Melissa
- Bleda Ford: Kate Hatcher
- Danielle Harris: Tracey
- Al Israel: Tito Barco
- Victor Romero Evans: Nesta
- Michael Ralph: Monkey
- Jeffrey Anderson-Gunter: Nago
- Richard Delmonte: Chico
- Tony DiBenedetto: Jimmy Fingers
- Peter Jason: Peter Stone
- Gary Carlos Cervantes: Little Richard
- Arlen Dean Snyder: Duvall
- Sandra Canning: L'amiga de Screwface
- Earl Boen: Dr. Stein
- Danny Trejo: Hector
- Jimmy Cliff: ell mateix